# Natalia Lovece
Natalia Carolina Lovece (* 30. März 1978 in Ushuaia, Feuerland) ist eine ehemalige argentinische Biathletin.

## Karriere
Die Journalistin war eine so genannte Wintersport-Exotin. Bei ihrem Weltcupdebüt 2000 wurde sie mit über 33 Minuten Rückstand Letzte. In den vorolympischen Weltcupbewerben 2001/02 war sie jedoch beste argentinische Biathletin, beim 7,5-km-Sprintbewerb blieb sie als Kuriosum sogar vor der schwedischen Weltklasse-Athletin Magdalena Forsberg. Lovece bildete 2002 mit ihrem Kollegen Ricardo Oscare das argentinische Biathlon-Olympiateam für die Winterspiele von Salt Lake City. Bei ihren beiden Einsätzen wurde Lovece Letzte bzw. Vorletzte mit einem misslichen Schießergebnis von 12 bzw. 8 Fehlschüssen.
Letzter internationaler Auftritt der Argentinierin wurde der Sprintwettbewerb bei den Biathlon-Weltmeisterschaften 2004 in Oberhof, wo sie als Erste starten durfte, schlussendlich aber nur auf dem 87. und letzten Platz landete. 
In Argentinien wurde Lovece nationale Meisterin in Biathlon, Skilanglauf und Wintertriathlon.

## Statistiken

### Biathlon-Weltcup-Platzierungen
Die Tabelle zeigt alle Platzierungen (je nach Austragungsjahr einschließlich Olympische Spiele und Weltmeisterschaften).
- 1.–3. Platz: Anzahl der Podiumsplatzierungen
- Top 10: Anzahl der Platzierungen unter den ersten zehn (einschließlich Podium)
- Punkteränge: Anzahl der Platzierungen innerhalb der Punkteränge (einschließlich Podium und Top 10)
- Starts: Anzahl gelaufener Rennen in der jeweiligen Disziplin

| Platzierung         | Einzel | Sprint | Verfolgung | Massenstart | Staffel | Gesamt |
| ------------------- | ------ | ------ | ---------- | ----------- | ------- | ------ |
| 1. Platz            |        |        |            |             |         |        |
| 2. Platz            |        |        |            |             |         |        |
| 3. Platz            |        |        |            |             |         |        |
| Top 10              |        |        |            |             |         |        |
| Punkteränge         |        |        |            |             |         |        |
| Starts              | 6      | 12     |            |             |         | 18     |
| Stand: Karriereende |        |        |            |             |         |        |

### Olympische Winterspiele
Ergebnisse bei Olympischen Winterspielen:
|                                                | Einzelwettbewerbe | Einzelwettbewerbe | Einzelwettbewerbe | Einzelwettbewerbe | Staffelwettbewerbe |
| Einzel                                         | Sprint            | Verfolgung        | Massenstart       | Damenstaffel      |                    |
| ---------------------------------------------- | ----------------- | ----------------- | ----------------- | ----------------- | ------------------ |
| Olympische Winterspiele 2002 \| Salt Lake City | 69.               | 73.               | –                 | –                 | –                  |

### Biathlon-Weltmeisterschaften
Ergebnisse bei den Weltmeisterschaften:
| Weltmeisterschaften | Weltmeisterschaften | Einzelwettbewerbe | Einzelwettbewerbe | Einzelwettbewerbe | Einzelwettbewerbe | Staffelwettbewerbe |
| Jahr                | Ort                 | Einzel            | Sprint            | Verfolgung        | Massenstart       | Damenstaffel       |
| ------------------- | ------------------- | ----------------- | ----------------- | ----------------- | ----------------- | ------------------ |
| 2004                | Oberhof             | –                 | 87.               | –                 | –                 | –                  |